# Viktor Karger
Viktor Karger (3. listopadu 1880, Těšín – 18. února 1976, tamtéž) byl slezský muzejní pracovník.
Působil v Slezském zemském muzeu v Opavě (kde byl prvním kurátorem archeologických sbírek) a v Muzeu Těšínského Slezska v Těšíně.

## Zdroje
- Biogram na stránkách Městské knihovny v Českém Těšíně
- Benatzky, J.: In memoriam Ing. Viktora Kargera. Těšínsko, 1977, č. 2, s. 9-11.
- Uhlářová, M.: Viktor Karger a jeho význam pro archeologii Těšínského Slezska. Časopis Slezského zemského muzea: série B - vědy historické, 2024, roč. 73, č. 1-2 , s. 114-122.